# HMS Thunderer (1911)
La HMS Thunderer fu la quarta ed ultima corazzata dreadnought della classe Orion costruita per la Royal Navy all'inizio degli anni dieci. Passò la maggior parte della sua carriera assegnata alla Home e Grand Fleet. Oltre a partecipare alla battaglia dello Jutland nel maggio 1916 e all'inconclusiva azione del 19 agosto seguente, il suo servizio durante la prima guerra mondiale consistette principalmente nel pattugliamento del Mare del Nord e in esercitazioni.
Dopo la dissoluzione della Grand Fleet nel 1919, la Thunderer fu trasferita nuovamente alla Home Fleet per qualche mese prima di essere riassegnata alla Reserve Fleet. La nave fu trasformata in nave scuola per cadetti nel 1921 e servì in questo ruolo fino a quando fu venduta per la demolizione nel 1926. Mentre era trainata verso il bacino di demolizione, la Thunderer si arenò. La nave fu recuperata e in seguito demolita.

## Progetto e descrizione
Le navi della classe Orion furono progettate in risposta all'inizio del programma navale tedesco, che voleva portare la Germania ad avere una flotta paragonabile a quella britannica, e furono molto più grandi delle precedenti corazzate della classe Colossus per poter trasportare cannoni più grandi e potenti e più armatura. Come riconoscimento di questi raggiungimenti la classe fu spesso chiamata la prima di "super-dreadnoughts". Le navi avevano una lunghezza fuoritutto di 177,1 m, un baglio massimo di 27 m e un'immersione di 9,5 m. Dislocavano 22.274 t a carico normale e 26.007 t a pieno carico. Nel 1918 il pieno carico fu aumentato a 29.575 t. L'equipaggio consisteva in 754 tra ufficiali e marinai nel 1914.
La classe Orion  era propulsa da due set di turbine a vapore Parsons, ognuno movente due alberi, usando il vapore delle 18 caldaie a carbone Babcock & Wilcox. Le turbine furono scelte perché generanti 20'000 kW di potenza, necessari per portare la nave a 21 nodi. Le navi avevano un'autonomia di 6 730 miglia nautiche alla velocità di crociera di 10 nodi. Durante le prove in mare del settembre 1911, la Thunderer raggiunse la velocità di 20,8 nodi da 20'452 kW.

### Armamento e corazzatura
La classe Orion era equipaggiata con 10 cannoni Mk V da 343 mm in cinque torrette idrauliche binate, tutte sull'asse di simmetria. Le torrette erano chiamate 'A', 'B', 'Q', 'X' e 'Y', da prua a poppa. L'armamento secondario consisteva in 16 cannoni Mk VII da 102 mm. Questi cannoni erano suddivisi equamente tra soprastrutture di prua e poppa, tutti in montature singole. Quattro cannoni da 47 mm a salve erano a bordo per le salve di saluto. Le navi erano equipaggiate con tre tubi lanciasiluri da 533 mm, uno su ogni fiancata più uno a poppa, per i quali erano immagazzinati 20 siluri a bordo.
Le Orion erano protette al galleggiamento da una cintura corazzata da 305 mm che si estendeva tra le barbette. I ponti spaziavano in spessore tra 25 e 100 mm con le porzioni più spesse a poppa a protezione del meccanismo del timone. Le piastre frontali delle torette dell'armamento principale erano spesse 279 mm e le torrette stesse erano poste su barbette da 254 mm.

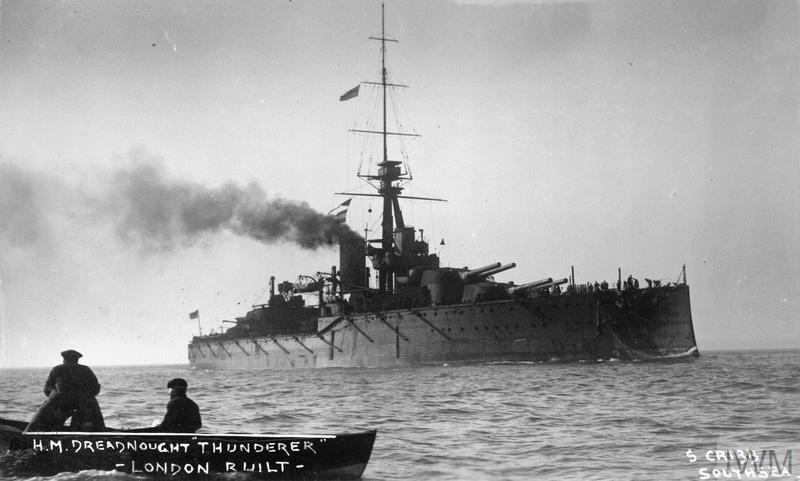
La Thunderer in navigazione poco dopo il completamento, 1912.

### Modifiche
Nel 1912 un prototipo di sistema di puntamento fu installato su di una piattaforma sotto la coffa d'avvistamento. Nel 1914 i cannoni sul ponte furono posti dentro casematte. Per l'ottobre 1914 furono aggiunti un paio di cannoni contraerei da 76 mm. Dopo la battaglia dello Jutland fu aggiunta ulteriore corazzatura nel maggio 1916. Nello stesso periodo furono rimossi due cannoni da 102 mm dalla sovrastruttura prodiera. Due catapulte per aerei furono poste sulle torrette 'B' e 'X' tra il 1917 e il 1918. Un telemetro per alzi elevati fu montato sulla sovrastruttura prodiera nel 1921.

## Costruzione e carriera

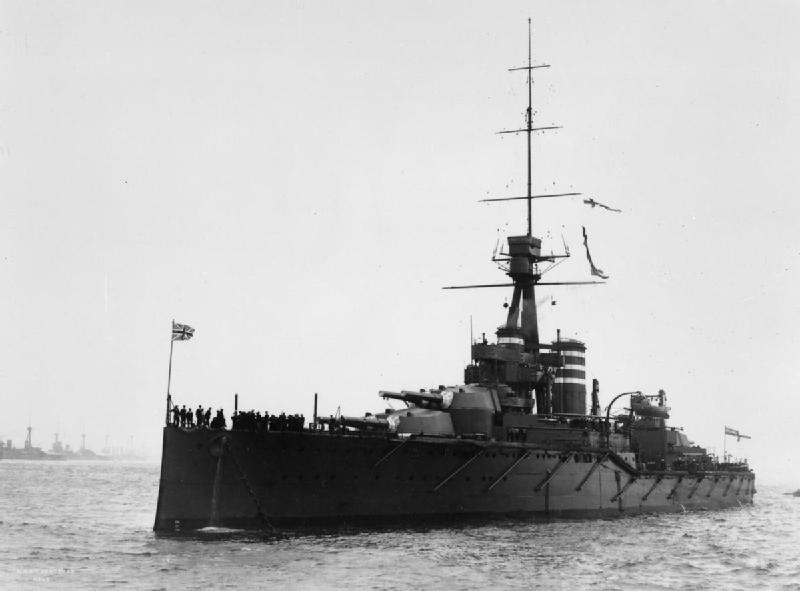
La Thunderer a Spithead nel tardo 1912, la direzione di tiro è poco visibile.

La Thunderer fu la terza nave con questo nome a servire nella Royal Navy e fu impostata dalla Thames Ironworks and Shipbuilding Company nel loro cantiere presso Poplar, un quartiere di Londra, il 13 aprile 1910 e fu varata il 1 febbraio 1911. Entrò in servizio il 15 giugno 1912 a Devonport. Incluso l'armamento, la nave costò tra 1 892 823 e 1 885 145 £. La Thunderer e le sue navi gemelle formarono la seconda divisione del 2nd Battle Squadron (BS) della Home Fleet. La nave insieme alle gemelle Monarch e Orion partecipò alla rivista navale parlamentare il 9 giugno 1912 a Spithead. Parteciparono alle manovre d'addestramento col viceammiraglio il principe Luigi di Battenberg che comandava la "Flotta Blu" a bordo della Thunderer. Il 13 novembre la nave partecipò in un'esercitazione di tiro comparativa con la Orion per valutare l'efficacia della direzione di tiro dell'ultima. La Thunderer fece molto meglio della sorella, anche se parte del successo fu dovuto al fatto che la sua direzione di tiro si trovava al di sopra del fumo che oscurava la visuale all'Orion. I test furono ripetuti in condizioni migliori il 4 dicembre e la Orion si comportò molto meglio, apparentemente battendo la Thunderer. Le tre navi gemelle erano presenti col 2nd BS a ricevere il presidente francese Raymond Poincaré a Spithead il 24 giugno 1913. Durante le annuali manovre di agosto la Thunderer fu l'ammiraglia del viceammiraglio Sir John Jellicoe, comandante della "Flotta Rossa". Il 4 novembre la Thunderer, l'Orion, la King George V e la pre-dreadnought King Edward VII  spararono ed affondarono la nave bersaglio Empress of India per dare agli equipaggi l'esperienza di usare proiettili veri contro una nave vera.

### Prima guerra mondiale

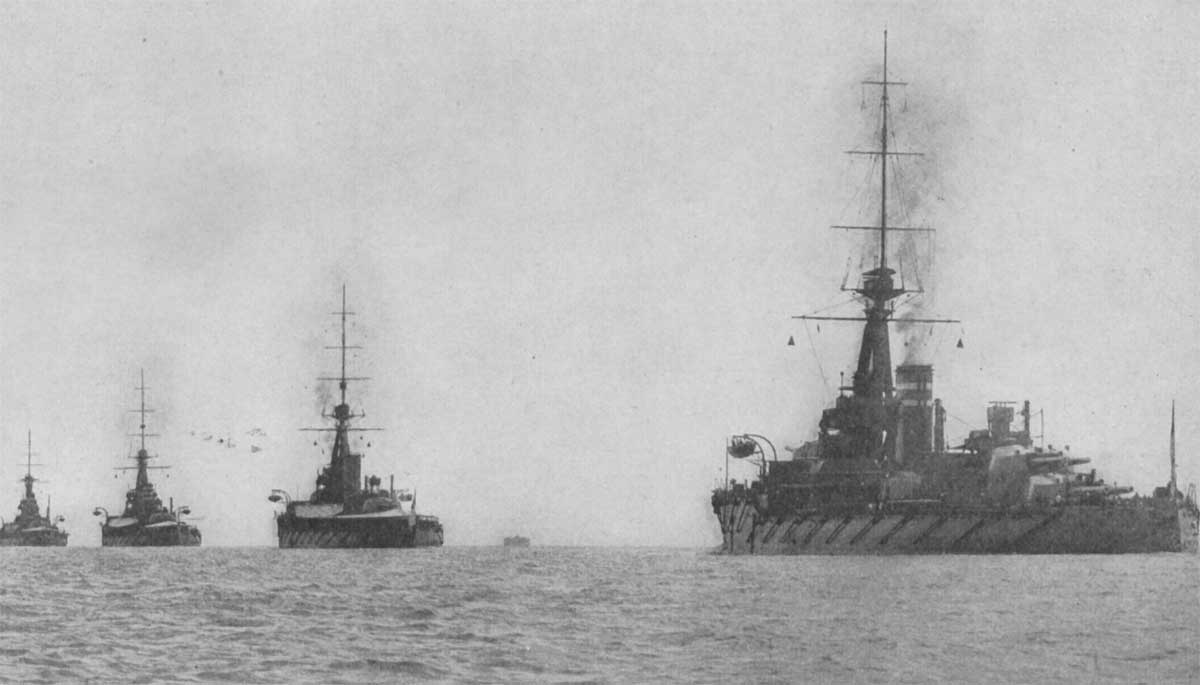
Il 2nd BS in navigazione nel Solent, 1914 circa. Da sinistra a destra la King George V, la Thunderer, la Monarch, e la Conqueror.

Tra il 17 e il 20 luglio 1914 la Orion prese parte al test di mobilitazione della flotta e alla rivista come parte della risposta britannica alla crisi di luglio. Arrivò a Portland il 25 luglio e quattro giorni dopo le fu ordinato di procedere col resto della Home Fleet verso Scapa Flow per salvaguardare la flotta da un possibile attacco a sorpresa tedesco. Nell'agosto 1914, dopo l'inizio della guerra, la Home Fleet fu riorganizzata nella Grand Fleet e poata sotto il comando dell'ammiraglio Sir John Jellicoe. Ripetute notizie di sottomarini a Scapa Flow portarono Jellicoe a concludere che le difese lì fossero inadeguate e ordinò che la Grand Fleet si disperdesse tra altre basi fino a quando le difese non fossero state rinforzate. Il 16 ottobre il 2nd BS fu mandato al Loch na Keal sulla costa occidentale della Scozia. La squadra partì per esercizi di tiro davanti alla costa nord dell'Irlanda il mattino del 27 ottobre e la corazzata Audacious colpì una mina, posata qualche giorno prima dall'incrociatore corsaro tedesco SS Berlin. Pensando che la nave fosse stata silurata da un sottomarino le altre corazzate furono fatte allontanare dall'area, mentre le navi più piccole prestavano soccorso. L'8 dicembre la nave partì per Devonport per un rapido raddobbo per risolvere i problemi che aveva coi condensatori.

#### 1915–1916
Le navi di Jellicoe, inclusa la Thunderer, condussero esercitazioni di tiro tra il 10 e il 13 gennaio a ovest delle Orcadi e delle Shetland. La sera del 23 gennaio il grosso della Grand Fleet partì in supporto degli incrociatori del viceammiraglio Sir David Beatty, ma la flotta era troppo distante per partecipare alla battaglia di Dogger Bank il giorno seguente. Tra il 7 e il 10 marzo la Grand Fleet fece una sortita nel Mare del Nord settentrionale durante la quale condusse manovre d'addestramento. Un'altra crociera simile ci fu tra il 16 e il 19 marzo. L'11 aprile la Grand Fleet condusse un pattugliameto de Mare del Nord centrale e ritornò in porto il 14 aprile. Un altro pattugliamento dell'area fu effettuato ta il 17 e il 19 aprile, seguito da esercitazioni di tiro davanti alle Shetland il 20 e 21 aprile. 

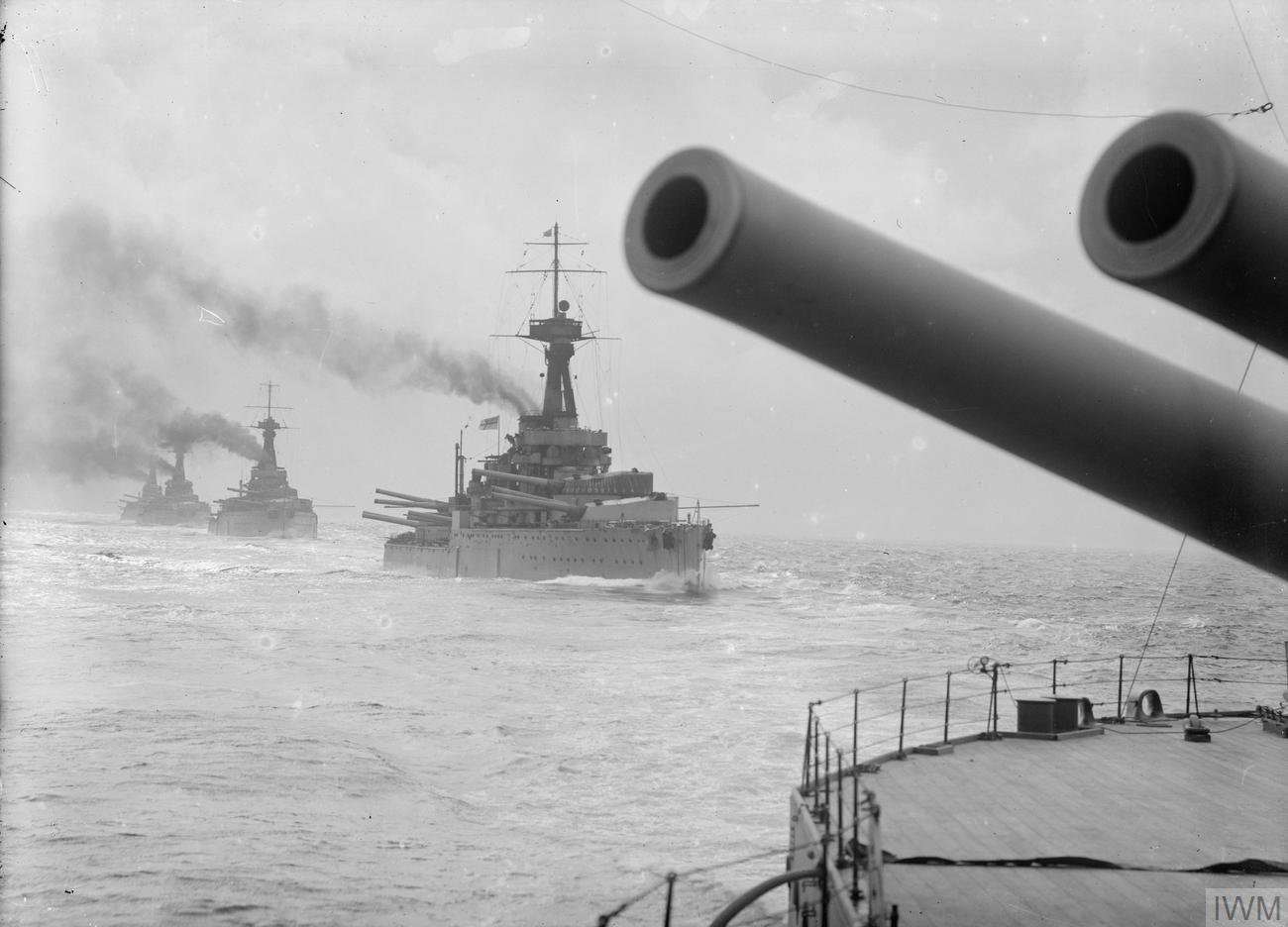
Le quattro corazzate della classe Orion in linea di fila, posteriore 1915.

La Grand Fleet effettuò sortite nel Mare del Nord centrale tra il 17 e il 19 maggio e fra il 29 e il 31 senza incontrare alcuna nave tedesca. Dall'11 al 14 giugno la flotta svolse esercitazioni di tiro ed esercizi di battaglia a ovest delle Shetland e un altro allenamento davanti alle stesse isole iniziò l'11 luglio. Il 2nd BS condusse esercitazioni di tiro nel Moray Firth il 2 agosto e poi ritornò a Scapa Flow. Tra il 2 e il 5 settembre la flotta svolse un'altra crociera nel Mare del Nord settentrionale e svolse esercitazioni di tiro. Per tutto il resto del mese la Grand Fleet svolse numerosi esercizi d'addestramento. La nave, insieme alla maggior parte della Grand Fleet, condusse un'altra sortita nel Mare del Nord tra il 13 e il 15 ottobre. Quasi tre settimane dopo la Orion  partecipò ad un'ulteriore operazione d'addestramento a ovest delle Orcadi trail 2 e il 5 novembre e ripeté l'esercizio all'inizio di dicembre.
La Grand Fleet uscì in risposta all'attacco tedesco contro forze leggere britanniche vicino al Dogger Bank il 10 febbraio 1916, ma fu richiamata due giorni dopo quando si scoprì che nell'azione non avevano preso parte forze tedesche più grandi di un cacciatorpediniere. La flotta partì per incrociare nel Mare del Nord il 26 febbraio. Jellicoe aveva pensato di usare la Forza di Harwich per pattugliare la baia di Helgoland ma il maltempo bloccava le operazioni nel Mare del Nord meridionale. Le operazioni furono quindi confinate all'estremo settentrionale del Mare. Un altro pattugliamento iniziò il 6 marzo ma dovette essere abbandonato perché le condizioni meteomarine per i cacciatorpediniere di scorta stavano diventando troppo gravose. Nella notte del 25 marzo la Orion e il resto della flotta lasciarono Scapa Flow in supporto degli incrociatori di Beatty e altre forze leggere che stavano attaccando la base Zeppelin di Tønder. Per il momento in cui arrivò il grosso della flotta, il 26 marzo, le forze tedesche e britanniche si erano già disingaggiate e una forte burrasca metteva in pericolo il naviglio minore, quindi fu ordinato di rientrare alla base. Il 21 aprile la Grand Fleet svolse una dimostrazione davanti a Horns Rev per distrarre i Tedeschi mentre la Marina Imperiale Russa posava nuovamente i suoi campi minati difensivi nel Baltico. La flotta ritornò a Scapa Flow il 24 aprile e fece rifornimento prima di procedere a sud in risposta ai messaggi dell'intelligence che i Tedeschi stessero per lanciare un raid su Lowestoft, ma arrivarono nell'area quando i teutonici avevano già rinunciato. Tra il 2 e il 4 maggio la flotta condusse un'altra dimostrazione davanti a Horns Rev per tenere l'attenzione dei Tedeschi sul Mare del Nord.

#### Battaglia dello Jutland
In un tentativo di stanare e distruggere una porzione della Grand Fleet, la Hochseeflotte, composta da sedici dreadnought, sei pre-dreadnought e navi di supporto, lasciò la baia di Jade al mattino presto del 31 maggio. La flotta navigava insieme a cinque incrociatori del contrammiraglio Hipper. La Room 40 intercettò e decrittò il traffico radio tedesco contenente i piani dell'operazione. In risposta, l'Ammiragliato ordinò alla Grand Fleet, in totale 28 dreadnoughts e 9 incrociatori da battaglia, di uscire di notte per accerchiare e distruggere la Hochseeflotte.
Il 31 maggio la Thunderer, sotto il comando del capitano James Fergusson, fu l'ottava nave dellalinea di fila dopo lo schieramento. Alle 18:27 la nave sparò brevemente all'incrociatore leggero danneggiato SMS Wiesbaden fino a quando la visuale non fu bloccata da altre navi britanniche, anche se il numero di proiettili andati a segno, se ce ne fu qualcuno, è sconosciuto. Meno di un'ora dopo laThunderer avvistò due corazzate tedesche visibili tra la Royal Oak e la Iron Duke verso le 19:15. Sparò tre bordate alla prima nave ma nessun colpo andò a segno e la seconda bordata era in realtà stata sparata oltre la Iron Duke, prima che la vista fosse totalmente oscurata. Al tramonto l'incrociatore SMS Moltke avvistò le quattro corazzate classe Orion alle 22:30 e rappresentò una sfida per la Thunderer prima virare allontanandosi. Fergusson decise di non ingaggiare il nemico a meno che non rappresentasse un ovvio pericolo per evitare di rivelare la posizione della flotta. La Thunderer sparò solo trentasette proiettili da 343 mm durante la battaglia.

#### Attività seguente
La Grand Fleet uscì il 18 agosto per tendere un'imboscata alla Hochseeflotte mentre avanzava nel Mare del Nord meridionale, ma una serie di comunicazioni errate ed errori impedirono a Jellicoe di intercettare la flotta teutonica prima che ritornasse in porto. Due incrociatori leggeri furono affondati da U-boot tedeschi durante l'operazione, spingendo Jellicoe a decidere di non rischiare le unità maggiori più a sud di 55° 30' N a causa del gran numero di sottomarini e mine. L'ammiragliato condivise l'idea e decise che la Grand Fleet non sarebbe uscita dai porti se non ci fosse stato il bisogno di bloccare un'invasione tedesca o se ci fosse stata una forte possibilità di ingaggiare il nemico in condizioni favorevoli.
Nell'aprile 1918 la Hochseeflotte uscì di nuovo per attaccare i convogli britannici per la Norvegia. Mantennero il silenzio radio per tutta la durata dell'operazione, fatto che non permise alla Room 40 di mandare alcun'allerta al nuovo comandante della Grand Fleet, l'ammiraglio Beatty. I Britannici vennero a sapere dell'operazione solo dopo che l'incrociatore SMS Moltke dovette comunicare al comando di aver avuto un'avaria. Beatty allora ordinò alla Grand Fleet di prendere il mare ed intercettare i Tedeschi ma non fu capace di raggiungere i nemici prima che la Hochseeflotte ritornasse in Germania. La nave era presente a Rosyth, in Scozia, quando la Hochseeflotte si arrese il 21 novembre e rimase parte del 2nd BS fino al 1 marzo 1919.
il 1 maggio la Thunderer fu assegnata al 3rd Battle Squadron della Home Fleet. Il 1 novembre il 3rd BS fu sciolto e la Thunderer fu trasferita alla Reserve Fleet a Portland, insieme alle sue gemelle. Fu temporaneamente ricommissionata nell'estate 1920 per trasferire truppe verso il Mediterraneo e indietro. La nave era ancora a Portland il 18 dicembre 1920,ma fu convertita in una nave scuola per cadetti a Rosyth all'inizio del febbraio 1921. La Thunderer fu ricommissionata il 5 maggio ma non iniziò la crociera fino al 24 giugno. La nave fu sostituita dal monitore Erebus il 31 agosto 1926 e fu messa in disarmo a Portsmouth.
Il 6 novembre la Thunderer fu venduta per la demolizione a Messrs, Hughes, Bolckow & Co. per 66 150 £. Pescava troppo per entrare nel loro bacino di demolizione a Blyth e quindi fu parzialmente smantellata a Rosyth. Anche così si incagliò all'entrata nel porto di Blyth il 24 dicembre. Dopo che fu recuperata il 30 dicembre, ritornò a Rosyth per essere ulteriormente alleggerita dato che pescava ancora troppo per entrare a Blyth. Fu trainata da Rosyth il 12 aprile 1927 e raggiunse Blyth due giorni dopo per terminare la demolizione.